# Karel II van Lotharingen
Karel II van Lotharingen (?, 1364 - Nancy, 25 januari 1431) was de oudste zoon van Jan I van Lotharingen en van Sophia van Württemburg.
Hij was hertog van Opper-Lotharingen van 1390 tot 1431, in opvolging van zijn vader.
Eigenlijk zou hij Karel I moeten genoemd worden, maar historiografen uit de 16e eeuw, die de legitimiteit van het geslacht wilden aantonen, gingen ervan uit dat de karolinger Karel (-991), hertog van Neder-Lotharingen, een voorganger was.

## Biografie
Karel was een wapenbroeder van Filips de Stoute, hertog van Bourgondië.
Hij nam deel aan verschillende kruistochten: de expeditie naar Tunis in 1391, de kruistocht naar Hongarije die uitmondde in de Slag bij Nicopolis (1396), en in Lijfland aan de zijde van de Duitse Orde.
Zijn vriendschap met Bourgondië leverde hem de haat op van Lodewijk van Orléans, de broer van koning Karel VI van Frankrijk. Na enkele grensconflicten tussen Lotharingen en het hertogdom Luxemburg, dat aan Lodewijk was verpand, smeedde deze een coalitie met Robert I van Bar en Willem II van Namen en viel hij het hertogdom Lotharingen binnen. De oorlog stopte na de moord op Lodewijk van Orléans (1407).
Karel van Lotharingen werd hierop een bondgenoot van Jan zonder Vrees in diens bloedige strijd tegen de Armagnacs. Na de machtsovername door de Bourguignons in 1418 werd hij benoemd tot Connétable van Frankrijk.
Jan zonder Vrees werd in 1419 vermoord en aansluitend veranderde Karel van politiek: hij zocht toenadering tot de dauphin Karel. Hij huwelijkte zijn dochter en erfgename Isabella in 1420 uit aan de 11-jarige René I van Anjou, de nieuwe hertog van Bar, die opgroeide met de koning.
Hij raakte in 1425 in conflict met zijn neef Anton van Vaudémont, eerste mannelijke opvolger in lijn, over de opvolging.

## Huwelijk en kinderen
In 1394 trouwde hij met Margaretha van Wittelsbach (1376-1434), dochter van de latere Roomse koning Ruprecht van de Palts. Zij hadden volgende kinderen:
- hertogin Isabella van Lotharingen (1400-1453), in 1420 gehuwd met René I van Anjou
- Lodewijk, jong gestorven
- Raoul, jong gestorven
- Catherina (1407 – 1439), gehuwd met markgraaf Jacob van Baden (1407-1453).

## Voorouders
| Voorouders van Karel II van Lotharingen | Voorouders van Karel II van Lotharingen                                        | Voorouders van Karel II van Lotharingen                                        | Voorouders van Karel II van Lotharingen                                     | Voorouders van Karel II van Lotharingen                                     | Voorouders van Karel II van Lotharingen                                                         | Voorouders van Karel II van Lotharingen                                                         | Voorouders van Karel II van Lotharingen                                                         | Voorouders van Karel II van Lotharingen                                                         |
| --------------------------------------- | ------------------------------------------------------------------------------ | ------------------------------------------------------------------------------ | --------------------------------------------------------------------------- | --------------------------------------------------------------------------- | ----------------------------------------------------------------------------------------------- | ----------------------------------------------------------------------------------------------- | ----------------------------------------------------------------------------------------------- | ----------------------------------------------------------------------------------------------- |
| Overgrootouders                         | Ferry IV van Lotharingen (1282-1328) ∞ 1302 Elisabeth van Habsburg (1285-1352) | Ferry IV van Lotharingen (1282-1328) ∞ 1302 Elisabeth van Habsburg (1285-1352) | Guy I van Blois-Châtillon (-1342) ∞ Margaretha van Valois (1295-1342)       | Guy I van Blois-Châtillon (-1342) ∞ Margaretha van Valois (1295-1342)       | Ulrich III van Württemberg (1291-1344) ∞ Sophie van Pfirt (-)                                   | Ulrich III van Württemberg (1291-1344) ∞ Sophie van Pfirt (-)                                   | Heinrich VIII van Henneberg-Schleusingen (-) ∞ ? (-)                                            | Heinrich VIII van Henneberg-Schleusingen (-) ∞ ? (-)                                            |
| Grootouders                             | Rudolf van Lotharingen (1320-1346) ∞ 1334 Marie van Blois (1323-1363)          | Rudolf van Lotharingen (1320-1346) ∞ 1334 Marie van Blois (1323-1363)          | Rudolf van Lotharingen (1320-1346) ∞ 1334 Marie van Blois (1323-1363)       | Rudolf van Lotharingen (1320-1346) ∞ 1334 Marie van Blois (1323-1363)       | Everhard II van Württemberg (1315-1392) ∞ 1342 Elisabeth van Henneberg-Schleusingen (1319-1389) | Everhard II van Württemberg (1315-1392) ∞ 1342 Elisabeth van Henneberg-Schleusingen (1319-1389) | Everhard II van Württemberg (1315-1392) ∞ 1342 Elisabeth van Henneberg-Schleusingen (1319-1389) | Everhard II van Württemberg (1315-1392) ∞ 1342 Elisabeth van Henneberg-Schleusingen (1319-1389) |
| Ouders                                  | Jan I van Lotharingen (1346-1390) ∞ 1361 Sophia van Württemburg (1343-1369)    | Jan I van Lotharingen (1346-1390) ∞ 1361 Sophia van Württemburg (1343-1369)    | Jan I van Lotharingen (1346-1390) ∞ 1361 Sophia van Württemburg (1343-1369) | Jan I van Lotharingen (1346-1390) ∞ 1361 Sophia van Württemburg (1343-1369) | Jan I van Lotharingen (1346-1390) ∞ 1361 Sophia van Württemburg (1343-1369)                     | Jan I van Lotharingen (1346-1390) ∞ 1361 Sophia van Württemburg (1343-1369)                     | Jan I van Lotharingen (1346-1390) ∞ 1361 Sophia van Württemburg (1343-1369)                     | Jan I van Lotharingen (1346-1390) ∞ 1361 Sophia van Württemburg (1343-1369)                     |

## Opvolging
Zijn dood leidde tot een successieoorlog in het hertogdom Lotharingen, waarbij de eerste mannelijke troonopvolger, neef, Anton van Vaudémont gesteund werd door Filips de Goede tegen schoonzoon van Karel, René van Anjou, die gesteund werd door Karel VII.